# Córki dancingu
Córki dancingu (Filles del Dancing) és una pel·lícula musical de terror polonesa del 2015 dirigida per Agnieszka Smoczyńska. Explica la història de dues sirenes que surten de les aigües i actuen en una discoteca. Una s'enamora d'un home, i deixa la cua, però perd la veu en el procés. La història és una reelaboració del conte de fades de 1837 "La Sireneta" de Hans Christian Andersen, inspirat en les experiències de Smoczyńska. Després d'una estrena polonesa, la pel·lícula es va projectar al Festival de Cinema de Sundance i al FanTasia de 2016 amb crítiques positives.

## Argument
En algun moment de la dècada de 1980, dues sirenes, Golden i Silver, es troben amb una banda de rock, Figs n' Dates, relaxant-se i tocant música en una platja de Polònia. Acompanyen la banda de tornada a la discoteca on actuen regularment i comencen a tocar allà, actuant com a strippers i cantants de suport. Les sirenes aviat es converteixen en el seu propi acte, The Lure, amb el suport de la banda. Golden assassina un mecenes del bar després d'un espectacle una nit i continua amb set de sang; Silver s'enamora del baixista Mietk, però Mietk només la veu com un peix i no com una dona.
Golden coneix un Tritó, un company de criatura marina i cantant d'una banda de metal, que li informa que si la seva germana s'enamora i el seu amor es casa amb una altra persona, es convertirà en escuma de mar; si li vol perdre la cua, perdrà la veu. Quan es descobreix la víctima de l'assassinat de Golden, un dels companys de la banda colpeja Silver i Golden, i sembla que moren. Els companys de banda enrotllen els seus cossos per catifes i els llencen al riu. Però tornen al club, vives, i la banda demana disculpes. A Silver li substitueixen la cua quirúrgicament per un parell de potes perquè Mietk li agradi el cul, però això la fa perdre la veu cantant. Intenta mantenir relacions sexuals amb la seva nova meitat inferior, però a Mietk li fa fàstic quan li treu sang a causa de les cicatrius de la cirurgia.
Més tard, Mietk coneix una dona en un estudi de gravació, amb qui es casa. Les germanes assisteixen a la recepció; Golden i el Tritó Silver van advertir que havia de menjar Mietk abans de l'alba o es convertirà en escuma marina. Silver balla amb Mietk, però no pot menjar-se'l, i es converteix en escuma marina als seus braços. Desconcertada, Golden treu la gola a Mietk i torna a l'oceà a la vista de tota la festa del casament.

## Repartiment
- Marta Mazurek com a Silver
- Michalina Olszańska com a Golden
- Kinga Preis com a cantant de la discoteca
- Andrzej Konopka com a bateria
- Jakub Gierszał com a baixista
- Zygmunt Malanowicz com a gerent de la casa
- Magdalena Cielecka com a Divine Furs (ballarina de striptease)
- Katarzyna Herman com a tinent de la milícia
- Marcin Kowalczyk com a Tritó/Dèdal
- Kaya Kolodziejczyk com a Crystal

## Producció

### Guió

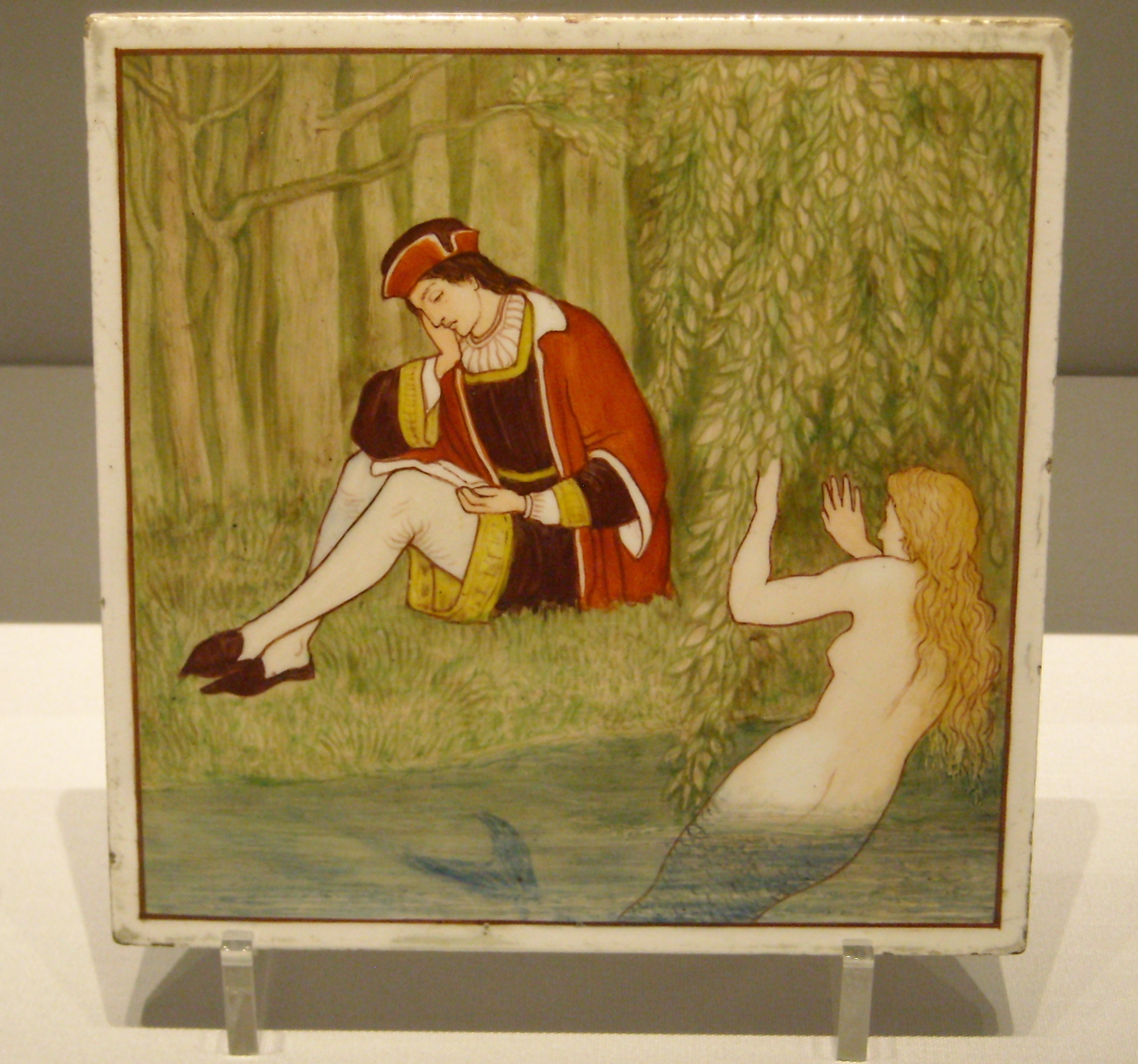
"La Sireneta" de Hans Christian Andersen va influir en la història.

La directora Agnieszka Smoczyńska va qualificar la pel·lícula com una "història coming-of-age", fent-se ressò de la seva pròpia joventut. Recorda que la seva mare regentava una discoteca, on va tenir el seu "primer got de vodka, el primer cigarret, la primera decepció sexual i el primer sentiment important per a un nen". Les sirenes eren una abstracció que li permetia explicar la seva història sense revelar massa d'ella mateixa. El guionista Robert Bolesto va intentar escriure una història basada en dos amics seus que freqüentaven les discoteques als anys vuitanta, cosa que va entusiasmar Smoczyńska i va ressonar amb la seva pròpia infància.
Smoczyńska també volia que la pel·lícula fos un relat de "La Sireneta" de Hans Christian Andersen, i va desenvolupar la seva idea de les sirenes a partir de contes dels segles XIV i XVI que les descriuen com les germanes dels dracs i, per tant, les convertien en monstruoses. Va inventar la seva necessitat d'alimentar-se del cor humà i aquesta propensió a atacar la laringe de les seves víctimes.

### Temes
Smoczyńska comparava les sirenes amb els immigrants, maltractats pels locals (utilitzats a la indústria del sexe) en el seu camí cap al seu objectiu real: Amèrica. Va afegir que representen la innocència, però la seva olor i llim recorden que les noies maduren, "menstrueixen, ovulen, els seus cossos comencen a olorar i sentir-se diferents". David Ehrlich d’IndieWire, assenyalant que "els cossos (de les sirenes) són una font de fascinació constant", va dir que "Córki dancingu s'està divertint una mica amb l'objectivació masclista; la pel·lícula té un hàbit divertit de criticar la retòrica misògina ximple aplicant-la literalment."

## Estrena
Córki dancingu es va estrenar a Polònia el 25 de desembre de 2015. La pel·lícula es va projectar més tard a la secció World Cinema Dramatic Competition del Festival de Cinema de Sundance de 2016 i al FanTasia.
L'any 2016, el distribuïdor estatunidenc de cinema d'art i assaig Janus Films va adquirir els drets de distribució estatunidencs de Córki dancingu, per a una estrena limitada a les sales a partir de l'1 de febrer de 2017. Va ser llançat en DVD i Blu-ray  Regió A el 10 d'octubre de 2017 per The Criterion Collection.

## Recepció

### Taquilla
Córki dancingu va vendre 14.899 entrades en el seu cap de setmana inaugural a Polònia de 112 cinemes, acabant en cinquè lloc. La pel·lícula va vendre 41.776 entrades en total
El cap de setmana d'estrena estatunidenca del febrer de 2017, Córki dancingu va recaptar 7.370 dòlars en una sala. Va acabar la seva carrera amb un total brut de 101.657 dòlars a Amèrica del Nord.

### Resposta crítica
La pel·lícula va tenir una recepció mixta a Polònia. Al lloc web de l'agregador de ressenyes Rotten Tomatoes, la pel·lícula té un índex d'aprovació del 89% basat en 81 ressenyes, amb un nota mitjana de 7,2/10. El consens dels crítics del lloc web diu: "Córki dancingu afegeix un gir sexualment carregat i desafiant el gènere de la tradició de les sirenes ben establerta, més que dominar els seus defectes a través de la gran varietat i l'ambició salvatge." Metacritic, que utilitza una mitjana ponderada, va assignar a la pel·lícula una puntuació de 72 sobre 100, basada en 19 ressenyes, indicant crítiques "generalment favorables".
Giuseppe Sedia del Krakow Post va escriure que el primer llargmetratge de Smoczynska és un "acte cinematogràfic d'amor cap a la capital de Polònia als anys vuitanta amb els seus rètols de neó brillants, la seva vida nocturna alegre i la capacitat de recuperar galons de vodka en els seus millors dies". Rubina Ramji, editor de cinema i ressenyador del Journal of Religion and Film, va descriure la pel·lícula com una "òpera rock, una pel·lícula de terror i una història de contes de fades sobre sirenes reunides en una sola". Guy Lodge de Variety la va elogiar per la seva originalitat, descrivint-la com "mai menys que detenció, i de vegades fins i tot un motí". No obstant això, va sentir que el guió no tenia idees per retratar els atributs vampírics de les sirenes, i no estava segur de l'ambientació de la pel·lícula dels anys 80 i de si al·ludia a la política de l'època. El crític d’IndieWire David Ehrlich li va donar una B+, anomenant-la "el millor musical gòtic sobre sirenes devoradores d'home que s'ha fet mai".

### Reconeixements
| Premi                                     | Data de cerimònia   | Categoria                                           | Receptor(s)          | Resultat  | Ref(s) |
| ----------------------------------------- | ------------------- | --------------------------------------------------- | -------------------- | --------- | ------ |
| Festival de Cinema Underground de Calgary | 2016                | Millor pel·lícula                                   | Agnieszka Smoczyńska | Guanyador | [ 16 ] |
| Fantasporto                               | 2016                | Millor pel·lícula                                   | Agnieszka Smoczyńska | Guanyador | [ 17 ] |
| Festival de Cinema de Gdynia              | 2015                | Millor pel·lícula de debut                          | Agnieszka Smoczyńska | Guanyador | [ 2 ]  |
| Festival de Cinema de Nashville           | 22 d’abril de 2016  | Premi Especial del Jurat per la música              | Agnieszka Smoczyńska | Guanyador | [ 18 ] |
| Festival de Cinema de Nashville           | 22 d’abril de 2016  | Gran Premi del Jurat Graveyard Shift                | Agnieszka Smoczyńska | Guanyador | [ 18 ] |
| Festival de Cinema de Nashville           | 22 d’abril de 2016  | Gran Premi del Jurat Graveyard Shift – Actriu       | Marta Mazurek        | Guanyador | [ 18 ] |
| Festival de Cinema de Nashville           | 22 d’abril de 2016  | Premi Visionari Steven Goldmann                     | Agnieszka Smoczyńska | Guanyador | [ 18 ] |
| Festival de Cinema de Sundance            | 21–31 de gener 2016 | Premi especial del jurat a la visió i disseny únics | Agnieszka Smoczyńska | Guanyador | [ 19 ] |
| Festival de Sitges                        | 7–16 d'octubre 2016 | Menció especial Carnet Jove                         | Córki dancingu       | Guanyador | [ 20 ] |